# Município de Suffield (condado de Portage, Ohio)
O município de Suffield (em inglês: Suffield Township) é um município localizado no condado de Portage no estado estadounidense de Ohio. No ano de 2010 tinha uma população de 6.311 habitantes e uma densidade populacional de 98,62 pessoas por km².

## Geografia
O município de Suffield encontra-se localizado nas coordenadas 41° 01′ 32″ N, 81° 20′ 31″ O. Segundo o Departamento do Censo dos Estados Unidos, o município tem uma superfície total de 63.99 km², da qual 58,72 km² correspondem a terra firme e (8,24 %) 5,27 km² é água.

## Demografia
Segundo o censo de 2010, tinha 6.311 habitantes residindo no município de Suffield. A densidade populacional era de 98,62 hab./km². Dos 6.311 habitantes, o município de Suffield estava composto pelo 98,78 % brancos, o 0,11 % eram afroamericanos, o 0,03 % eram amerindios, o 0,13 % eram asiáticos, o 0,13 % eram de outras raças e o 0,82 % eram de uma mistura de raças. Do total da população o 0,36 % eram hispanos ou latinos de qualquer raça.